# Смирнов, Капитон Иванович
Капитон Иванович Смирнов (1825—1902) — русский педагог, тайный советник.
Родился 1 (13) марта 1825 года в селе Дуброво Смоленской губернии, недалеко от Вязьмы. В 1834 году начал учиться сначала в Вяземском, а затем в Смоленском духовном училище. На 15-м году был вызван вместе со своим старшим братом в Санкт-Петербург, в Главный педагогический институт. По окончании с серебряною медалью полного курса в 1848 году, он был определён на службу в Новгородскую гимназию старшим учителем латинского языка. В 1852 году, по личной просьбе, он был перемещён на должность старшего учителя истории в той же гимназии, а в 1853 году попечителем округа он был переведён в Санкт-Петербург, на вакантную должность старшего учителя латинского языка в 3-й гимназии. В 1854 года ему, сверх этого, ему было поручено преподавание географии в параллельных классах гимназии.
В 1858 году он был приглашён с 1 ноября преподавать в Василеостровской женской гимназии географию, а с 1 октября 1860 года он стал ещё преподавать в училище Правоведения латинский язык. Когда в 1866 году он занял должность инспектора при 3-й гимназии, он продолжил преподавать только в этой гимназии — латинский язык в параллельных отделениях (с перерывом в 1868—1871 гг.). В должности инспектора и преподавателя, он принимал деятельное участие в составлении учебных планов предметов, преподаваемых в мужских гимназиях Министерства народного просвещения, правил для пансионов при гимназиях и инструкций для хозяйственных комитетов. В это же время он работал над составлением своего учебника географии. В 1869 и в 1871 годах, за отсутствием директора, исправлял должность директора 3-й гимназии. В 1873 году он был временно приглашён для занятий в Учёном комитете Министерства народного просвещения.
С 19 января 1874 года он был назначен директором 2-й гимназии с одновременным преподаванием латинского языка. С 31 декабря 1876 года — действительный статский советник, с 1892 — тайный советник. Награждён орденами Св. Станислава 2-й ст с императорской короной (1871), Св. Анны 2-й ст. (1873), Св. Владимира 3-й ст. (1880).
Вышел в отставку 1 июля 1898 года. Умер в 1902 году.
К. И.Смирнову принадлежат, выдержавшие много изданий: «Учебная книга географии, применительно к курсу Средних учебных заведений министерства Народного Просвещения, в 3-х частях» (в 1914 году вышло 39-е издание) и «Учебная книга географии, применительно к курсу учебных заведений духовного ведомства».